# Три короны (дворец)
Три короны (швед. Tre Kronor) — средневековый замок шведских королей. Он сгорел дотла в 1697 году вместе с королевской библиотекой и архивами, и на его месте ныне стоит Стокгольмский королевский дворец. Возведение сооружения приписывается Ярлу Биргеру. Имя «Три короны», как полагают, было дано замку во время правления короля Магнуса IV.

## История
Старейшим свидетельством существования замка является письмо Биргера и его сына Вальдемара I, датированное 1252 годом.
Замок стал местом пребывания королей после того, как Густав I Васа положил конец Кальмарской унии и восстановил шведскую государственность. Этот король значительно укрепил стены замка, а его сын Юхан III украсил его в духе Северного Возрождения.
Дворец находился на участке суши между бывшим заливом Меларен и Сальтшё. Считается, что деревянные сооружения появились на этом месте в конце X века, а в 1100-х годах здесь находилась крепость. Оборонительная башня, чьи старейшие найденные археологами части были датированы серединой XIII века, была построена вскоре после нападения на Сигтуну в 1187 году, когда необходимость строительства оборонных сооружений в этом месте стала очевидной.
Согласно реконструкции историка Мартина Олссона в 1940-х годах, замок был около 15 метров в диаметре и имел стены толщиной 4 метра. Высота была около 25 метров, наверху башня была увенчана зубцами и конической крышей с тремя коронами на шпиле (этот вид показан на картине Vädersolstavlan). Замок считался одним из главных зданий Стокгольма, его высота была около 50 метров без учёта шпиля.
Замок был расширен во второй половине XIII века, получил кольцевую стену, двор и ряд зданий. В 1269—1273 годах король Вальдемар I Биргерссон жил в замке.
В 1521 году началась долгосрочная реновация замка. Он был значительно расширен. В 1540-х годах была возведена и вооружена пушками южная укреплённая часть. В 1556 году была построена юго-восточная башня.
В 1588 году замок получил официальное название «Три короны» в честь государственного символа Швеции, которым был увенчан шпиль центральной башни.

### Пожар и его последствия
Хранитель замка Георг Штирнхофф обнаружил возгорание на территории замка 7 мая 1697 года. Начальник пожарной охраны Свен Линдберг докладывал позднее, что доступ к противопожарным средствам был заблокирован огнём. Королевская семья и суд срочно покинули замок. Слуги пытались спасти как можно больше королевского имущества. Огонь быстро распространился на все части деревянного в своей основе строения, причём одним из факторов послужила медная кровля, которая быстро нагрелась и распространила тепло по всем верхним этажам, поспособствовав их возгоранию.
В замке была своя пожарная охрана, состоявшая из брандмейстера и помощников. Однако в тот день вся пожарная охрана не несла вахту, а занималась посторонними делами, поэтому не могла своевременно приступить к тушению. В феврале 1698 года брандмейстер Свен Линдберг и пожарный Маттиас Хансен, самовольно ушедший с поста на кухню, были приговорены к смертной казни за халатность, однако король Карл XII смягчил приговор до наказания шпицрутенами и шести лет каторги в Карлстенской крепости. Слуга Андерс Андерссон, покинувший пост с разрешения Линдберга, был приговорён к наказанию шпицрутенами.
- Монталегри
- Неизвестный художник
- Неизвестный художник
- Неизвестный немецкий художник

Буквально на следующий же день после пожара регентским советом короля Карла XII под руководством вдовствующей королевы Гедвиги Элеоноры было принято решение построить новое здание на месте сгоревшего. Проект перестройки был поручен Никодемусу Тессину. Архитектор предоставил свою работу уже через шесть недель. Строительство дворца, по его расчётам, должно было завершиться уже через шесть лет, однако из-за недостатка средств для этого понадобилось почти шестьдесят лет. Никодемус Тессин умер в 1728 году, а строительство Стокгольмского дворца завершилось только к 1754 году.

## Память
В 1897 году в Стокгольме прошла Всеобщая выставка достижений и промышленности, для которой архитектор Юхан Фредрик Лильеквист соорудил макет старого Стокгольма, в числе которого был и замок «Три короны».
В 1999 году открылся музей Трёх корон, посвящённый истории замка.

## Галерея
- Изображения из сборника «Швеция древняя и современная» (Suecia antiqua et hodierna)
- Замок в 1670, вид с северо-востока. Kanslilängan и северное крыло с gröna gången напротив пролива Норрстрём.
- Замок в 1667, вид с запада. Видна центральная башня и правительственный зал.
- Площадь перед дворцом в 1670, вид с востока. Люди изображены меньше, чем они выглядят в реальности, и здания кажутся больше своих реальных размеров.
- Площадь перед дворцом в 1670, вид с запада.
- Интерьер королевской церкви Трёх корон. Скамьи сохранились до наших дней и с 1754 года находятся в Королевской капелле[швед.].

- Современные реконструкции
- Макет замка в музее Трёх корон[швед.]: вид с юго-запада незадолго до пожара
- Макет большой площади перед дворцом
- Панорама